# Robert Andrich
Robert Andrich (Potsdam, 1994. szeptember 22. –) német válogatott labdarúgó, a Bayer Leverkusen játékosa.

## Pályafutása

### Klubcsapatokban
Az FV Turbine Potsdam és a Hertha BSC korosztályos csapataiban nevelkedett, majd 2013 márciusában az utóbbi klubbal profi szerződést kötött, amely 2015. június 30-ig szólt. 2015 februárjában a Dynamo Dresden szerződtette. 2016 júniusában a Wehen Wiesbaden csapatába igazolt. 2018 januárjában az 1. FC Heidenheim igazolta le. 2019 nyarán az Union Berlin csapatába szerződött. 2021. augusztus 16-án ötéves szerződést írt alá a Bayer Leverkusen csapatával. Augusztus 21-én mutatkozott be a bajnokságban a Borussia Mönchengladbach ellen 4–0-ra megnyert találkozón. Szeptember 19-én a VfB Stuttgart ellen az első bajnoki gólját is megszerezte. 2024. április 27-én a VfB Stuttgart ellen 2–2-re végződő bajnoki találkozón megnyerte csapatával először a bajnokságot.

### A válogatottban
Többszörös német korosztályos válogatott labdarúgó. 2023. októberében bekerült a válogatott keretébe Amerikai Egyesült Államok és a Mexikó elleni felkészülési mérkőzésekre. November 21-én mutatkozott be Ausztria ellen a 2–0-ra elvesztett barátságos mérkőzésen. 2024. május 14-én bekerült Julian Nagelsmann ideiglenes keretébe, amely a 2024-es labdarúgó-Európa-bajnokságra utazik. Június 7-én a szűkítés során maradt a keretben.

## Család
Nagybátyja, Frieder Andrich szintén labdarúgó.

## Sikerei, díjai
- Dynamo Dresden
  - Német harmadosztály bajnok: 2015–16

- Wehen Wiesbaden
  - Hessen kupa: 2017

- Bayer 04 Leverkusen
  - Német bajnok: 2023–24
  - Német kupa: 2023–24